# Geron simplex
Geron simplex är en tvåvingeart som beskrevs av Walker 1858. Geron simplex ingår i släktet Geron och familjen svävflugor. Inga underarter finns listade i Catalogue of Life.